# OV3-4
OV3-4 (Orbiting Vehicle 3-4) – amerykański wojskowy satelita technologiczny z serii OV3, który prowadził badania warunków panujących w przestrzeni kosmicznej i ich oddziaływania na podzespoły satelitów a także członków przyszłych załogowych lotów kosmicznych. Satelita znany był także jako PHASR (ang. Personnel Hazard Associated with Space Radiation).

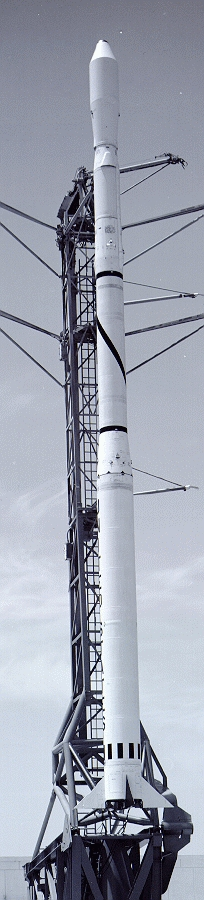
Rakieta Scout B z satelitą OV3-4.

## Opis i działanie
OV3-4 został zbudowany przez firmę Aerojet, jako drugi satelita typu OV3. Satelita miał kształt graniastosłupa o podstawie ośmiokątnej o średnicy 76 mm i masie 79 kilogramów. Miał badać warunki panujące w ziemskiej magnetosferze i wpływie jaki mogły one wywierać na działające satelity a także członków przyszłych załogowych lotów kosmicznych  .

## Misja
Misja rozpoczęła się 10 czerwca 1966 roku, kiedy rakieta Scout B wyniosła z kosmodromu Wallops Flight Facility  na niską orbitę okołoziemską drugiego satelitę z serii OV3. Po znalezieniu się na orbicie OV3-4 otrzymał oznaczenie COSPAR 1966-52A .
Satelita po wykonaniu swojej misji pozostaje na orbicie .